# 水研究
水研究（英語：Water Research）是國際水協會的一本期刊，发表关于水质科学技术及其管理的研究文章，它是水科学技术领域领先期刊之一。每年有超过3000份科学出版文章被修订，每年需要超过7500次同行评审。水研究的发表文章主要来自生物学家、化学家、土木工程師、环境工程师、湖沼學家和微生物学家等。